# Geòrgiques

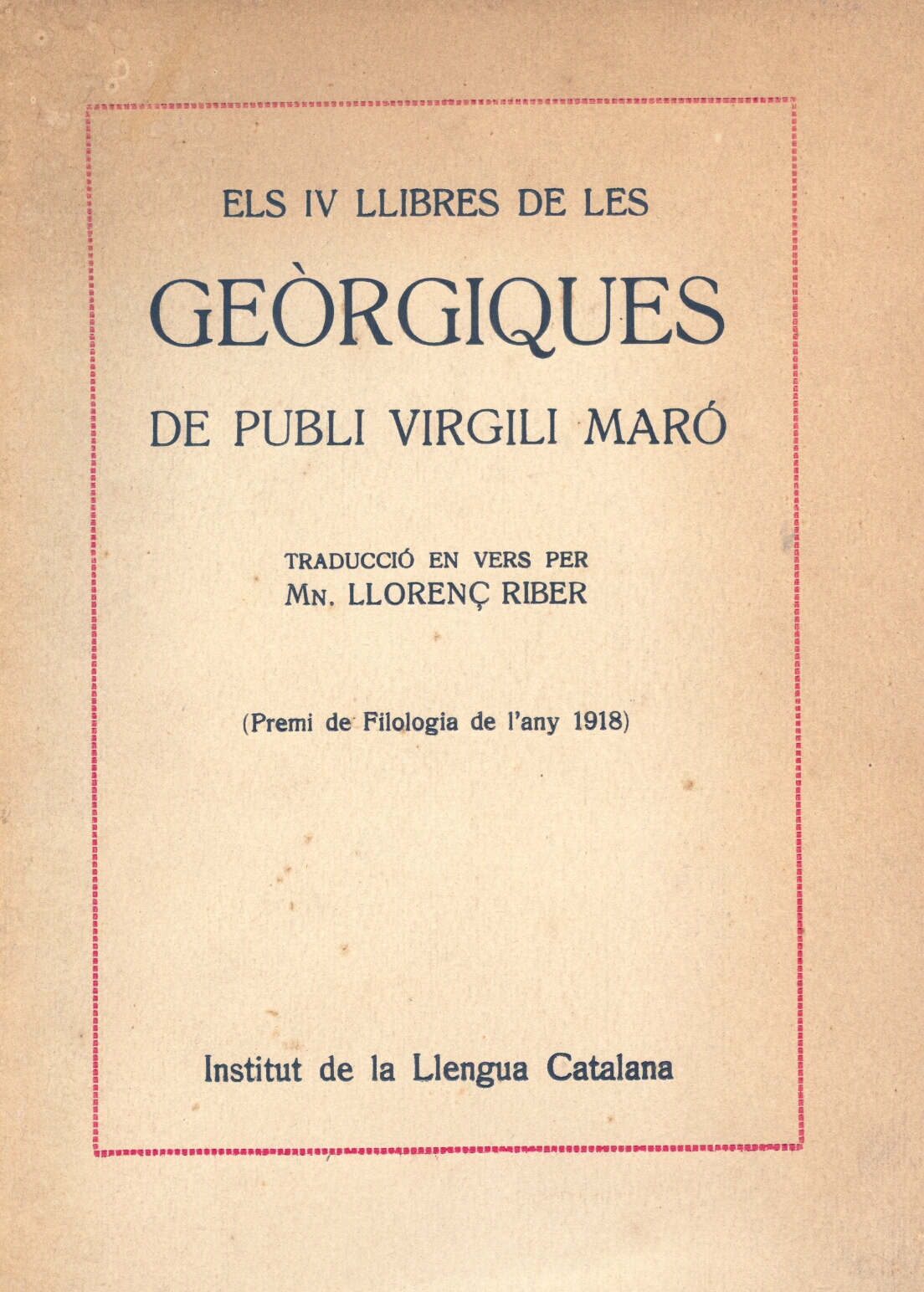
Portada de les Geòrgiques, en traducció al català de Mn. Llorenç Riber (1918)

Les Geòrgiques (llatí: Georgicae) és una òbra poètica escrita per l'autor romà Virgili el 37 aC. L'obra consta de 2500 versos escrits en hexàmetres i un estil arcaic, dividida en quatre llibres.
Els comentaristes afirmen que Virgili va invertir set anys a compondre Les Geòrgiques, amb una edat de 33 anys; és doncs una obra de maduresa, documentada i basada en el coneixement de l'època, i que constitueix un autèntic tractat d'iniciació a la vida al camp.
Es tracta d'un poema de caràcter oficial, amb elogis potser desmesurats, que en certa manera recolza al pla de política agrària mitjançant el qual el Cèsar volia incentivar l'ocupació de les terres i fomentar-ne el seu cultiu.

## Llibre I
Després d'una breu exposició, el poeta invoca a les divinitats protectores de l'agricultura, i a August com una d'elles, i seguidament entra en la matèria del llibre, el qual divideix en sis parts: la primera tracta de la naturalesa de les terres i dels mètodes de cultiu; la segona, de l'origen de l'agricultura; la tercera, dels instruments de conreu; la quarta del temps propici per a les feines del camp; la cinquena, dels pronòstics que poden treure els camperols de l'aspecte dels astres; i la sisena conté una admirable digressió sobre els prodigis que seguiren a la mort de Cèsar. Conclou amb un epíleg, en el que implora per a Octavi i el poble romà el favor dels déus.

## Llibre II
Aquest llibre està dividit en set parts, dels quals l'objectiu principal és ensenyar com es planten i crien els arbres: en la primera parla de les diverses maneres de produir-les; en la segona, de les diferents espècies i les seves exigències; en la tercera, dels llocs més propicis per a cadascuna d'elles, fent en aquesta ocasió un magnífic elogi a Itàlia; en la quarta, parla de l'art de conèixer la natura dels terrenys; en la cinquena del cultiu de la vinya; en la sisena, de l'olivera i d'altres fruiters; finalment la setena elogia la vida al camp.

## Llibre III
El tercer llibre comença amb una elegant invocació als déus protectors de la ramaderia, a on el poeta de nou alaba a Octavi i recorda que escriu per a Mecenàs. A continuació s'expliquen les maneres de la cria de bestiar, dividint l'argument en quatre parts: primerament, la cria de toros i cavalls; en segon lloc, de les ovelles i cabres; a continuació dels gossos, i finalment de les plagues que ataquen als animals, acabant amb la descripció d'una terrible pesta.

## Llibre IV
Aquest llibre tracta únicament de la cria de les abelles, dels seus costums i de la manera de viure en meravellosa societat, de les guerres i les malalties que pateixen, i finalment, de les tècniques per salvar eixams, ocasió en la qual el poeta enllaça amb la faula d'Aristeu, i finalment passa als amors i tràgic final d'Orfeu i Eurídice.

## Anàlisi
La font principal és Treballs i Dies, d'Hesíode. Sobre aquest model, Virgili es va documentar en científics i literats de l'època, com Aristòtil, Lucreci, Teofrast i Nicandre de Claros. Aquestes influències es barregen amb els ensenyaments de l'epicureisme, que és la filosofia de base de tota l'obra, ja que insta a gaudir de la vida a la natura, essent el precedent del tòpic del Beatus ille.
L'obra va ser creada gràcies al patrocini de Mecenàs. Una de les frases més cèlebres, que resumeix el missatge del poema, és Labor omnia vincit, que col·loca el treball al centre de tot. Aquest missatge per una banda col·loca a l'home al centre de la creació (ja que amb la seva voluntat pot modificar el món i vèncer les dificultats del destí) i d'altra s'inclina per la utilitat i allò pràctic per damunt d'allò agradable o simplement bell (una vella polèmica sobre la funció de l'art, on es veu el caràcter pragmàtic romà).